# Coweta (Oklahoma)
Coweta es una ciudad ubicada en el condado de Wagoner en el estado estadounidense de Oklahoma. En el año 2010 tenía una población de 	9943 habitantes y una densidad poblacional de 499,65 personas por km².

## Geografía
Coweta se encuentra ubicada en las coordenadas 35°57′47″N 95°39′42″O / 35.96306, -95.66167 (35.963155, -95.661586).

## Demografía
Según la Oficina del Censo en 2000 los ingresos medios por hogar en la localidad eran de $38,255 y los ingresos medios por familia eran $41,786. Los hombres tenían unos ingresos medios de $32,348 frente a los $21,772 para las mujeres. La renta per cápita para la localidad era de $14,960. Alrededor del 7.4% de la población estaban por debajo del umbral de pobreza.